# 许罗德
许罗德（1962年5月8日—），男，汉族，湖南湘阴人，中华人民共和国政治人物。1982年6月加入中国共产党，1983年8月参加工作。现任中共中央纪委常委，国家监察委员会委员。中共第十九届、二十届中央纪委委员。

## 经历
毕业于湖南财经学院工业会计专业，2003年任中国人民银行支付结算司司长，2007年任中国银联党委书记、总裁，2013年被选为全国人大代表。2013年9月，任上海黄金交易所党委书记、理事长。2015年5月，任中国银行党委委员、副行长。
2017年5月，任中央纪委驻海关总署纪检组组长、海关总署党组成员。2019年9月，任中共浙江省委常委、省纪委书记。翌年1月，当选为浙江省监察委员会主任。
2022年10月，当选为中共中央纪委常委，且担任国家监察委员会委员。